# Tauplitz
Tauplitz là một xã cũ thuộc huyện Liezen bang Steiermark, nước Áo. Đô thị Tauplitz có diện tích 53,9 km², dân số thời điểm cuối năm 2008 là 1012 người.